# Pachycondyla
Pachycondyla ist eine Ameisengattung aus der Unterfamilie der Urameisen (Ponerinae).

## Merkmale
Arbeiterinnen von Pachycondyla sind mittelgroße bis große (Körperlänge von 7 bis 20 Millimeter) Ameisen mit robustem Körperbau, von der generellen Körpergestalt der Ponerinae. Sie sind dunkelbraun bis schwarz gefärbt. Kopf und Körper sind immer dicht punktiert oder längs gestrichelt mit einer dichten Behaarung. Zu erkennen sind sie an der Kombination folgender Merkmale: Die Mandibeln sind dreieckig, bei manchen Arten mit einer angedeuteten Basalgrube. Der Vorderrand des Clypeus trägt keine Zähne. Die Stigmen am Propodeum sind schlitzförmig, die Öffnung der Metapleuraldrüse ist hinten durch eine u-förmige Lippe teilweise verdeckt. Die Schuppe am Stielchen (Petiolus) ist immer sehr groß und blockartig, etwas nach hinten erweitert. Die Klauen der Beine sind ungezähnt, das Arolium klein und unauffällig. Besondere Strukturen zur Stridulation am Tergit des vierten Hinterleibssegments sind nicht vorhanden. Das Hypopygium trägt beiderseits des gut entwickelten Giftstachels je eine Reihe steifer Borsten.
Sehr ähnlich in der generellen Körpergestalt sind die Gattungen Dinoponera, Neoponera, Ectomomyrmex und Bothroponera.
Bei einigen Arten gibt es keine gynomorphen Königinnen und die Fortpflanzung wird von begatteten Arbeiterinnen übernommen, sogenannten Gamergaten.

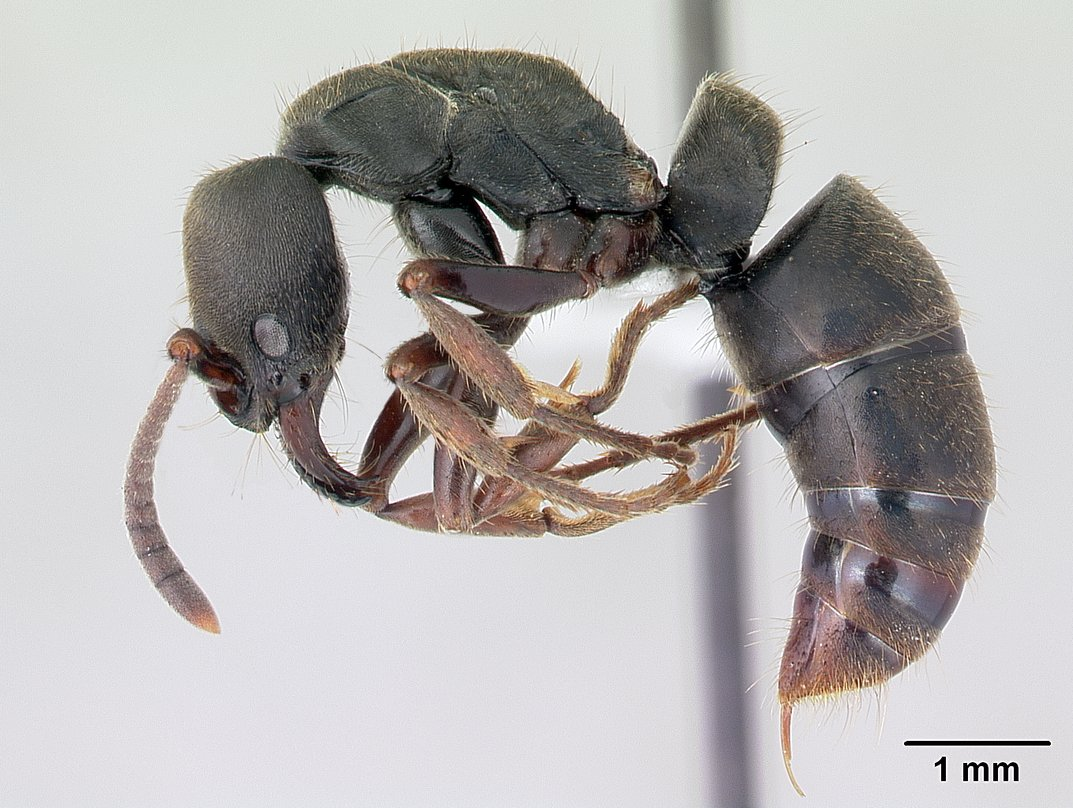
Pachycondyla harpax

## Verbreitung
Die Gattung Pachycondyla umfasste, bis zur Revision durch Chris A. Schmidt und Steven O. Shattuck 2014 über 200 Arten, war aber schon lange als problematisch bekannt. Bei der Revision wurde sie in 19 kleine Gattungen aufgesplittet. Die Gattung, in neuer Umschreibung, umfasst nun nur noch 17 rezente Arten (plus etwa ebenso viele nur fossil bekannte). Diese sind überwiegend in der Neotropis Südamerikas verbreitet. Die Verbreitung reicht im Norden bis in die südlichen USA (Louisiana und Texas), im Süden bis ins nördliche Argentinien. Häufigste und am weitesten verbreitete Art ist Pachycondyla harpax.
Die einzige früher auch im Mittelmeerraum (Israel) verbreitete und gelegentlich nach Europa eingeschleppte Art, die der Gattung zugerechnet wurde, wird heute als Parvaponera darwinii einer anderen Gattung zugeordnet.

## Lebensweise
Pachycondyla-Arten ernähren sich, soweit bekannt, räuberisch von kleinen erbeuteten Gliederfüßern. Nur von einer Art Pachycondyla striata wurde zusätzlich eine Aufnahme von Früchten und Samen festgestellt; ob dies auch bei anderen Arten vorkommt, ist unbekannt. Einige Arten, darunter Pachycondyla harpax, wurden oft bei der Jagd auf Termiten beobachtet. Im Labor können sie mit Eigelb und Zucker gefüttert werden. Die Arbeiterinnen rekrutieren Nestgenossinnen zu ergiebigen Nahrungsquellen mittels sogenanntem Tandemlaufen.
Die Arten sind, soweit bekannt, bodennistend und auch am Boden nahrungssuchend, Nester der üblicherweise bodennistenden Pachycondyla harpax wurden aber auch schon in Bodenansammlungen in der Krone von Palmen gefunden. Obwohl die Art im Lebensraum sehr häufig sein kann, werden nur sehr selten die Nester aufgespürt.
Die Arten von Pachycondyla (s. l.) produzieren Nervengifte, die sich in ihrer Struktur erheblich voneinander unterscheiden. Der Mechanismus beruht auf schnell lähmenden und langsam wirkenden Giften und gewebsauflösenden (histolytischen) Komponenten. Prinzipiell wirkt das Gift baumbewohnender Arten von Pachycondyla schneller als das bodenbewohnender.

## Systematik
Die Gattung wurde 1858 durch Frederick Smith aufgestellt. Typusart ist, durch nachträgliche Festsetzung durch Carlo Emery 1901, Pachycondyla crassinoda. William Louis Brown revidierte die Gattung in den 1980er Jahren und synonymisierte zahlreiche früher aufgestellte Gattungen (Bothroponera, Brachyponera, Ectomomyrmex, Eumecopone, Euponera, Hagensia, Megaponera, Mesoponera, Neoponera, Ophthalmopone, Paltothyreus, Pseudoneoponera, Pseudoponera, Syntermitopone, Termitopone, Trachymesopus, Wadeura, und Xiphopelta) unter Pachycondyla, dies wurde bis in die 2000er Jahre allgemein anerkannt, so auch im Standardwerk The Ants von Hölldobler und Wilson. Spätestens die genetische Analyse durch Chris A. Schmidt 2013 zeigte dann aber eindeutig, dass eine so breit aufgefasste Gattung nicht monophyletisch ist. Seit der Revision durch Schmidt und Shattuck 2014 wird nur noch die frühere Untergattung Pachycondyla s. str. zur Gattung gerechnet.